# Döwletmyrat Orazgylyjow
Döwletmyrat Öwezgeldiýewiç Orazgylyjow (ur. 20 maja 1996) – turkmeński zapaśnik walczący w stylu wolnym. Dziesiąty na mistrzostwach świata w 2018 roku. 
Brązowy medalista igrzysk azjatyckich w 2022 i piętnasty w 2018. Zajął dziewiąte miejsce na mistrzostwach Azji w 2015. Piąty na igrzyskach solidarności islamskiej w 2017. Brązowy medalista halowych igrzysk azjatyckich w 2017.
Trzeci na mistrzostwach świata U-23 w 2018. Wicemistrz Azji U-23 w 2019 roku.
Jego brat Batyr Orazgylyjow jest również zapaśnikiem.